# リマヴァディ・ユナイテッドFC
リマヴァディ・ユナイテッド・フットボールクラブ（英語: Limavady United Football Club）は、北アイルランドのロンドンデリー県のリマヴァディをホームタウンとするサッカークラブ。

## 歴史
1876年に創設されたリマヴァディ・クリケット・クラブ（アレクサンダー・クリケット・クラブ）のメンバーによって、1880年にアレクサンダーFC（リマヴァディ・アレクサンダーFC）が創設された。アレクサンダーは1880年に設立されたアイリッシュ・フットボール・アソシエーションの設立時のメンバーである。1884年、アレクサンダーとワンダラーズが合併して現在のクラブが誕生した。
1920年代初頭にはリマヴァディ・ユナイテッドに改称していた記録があるが、詳細な時期は不明である。

## タイトル
- アイリッシュカップ 準優勝：2回
  - 1884-85, 1885-86

出典

## 過去の成績
| シーズン | リーグ                       | 順位 | 試 | 勝 | 分 | 敗 | 得 | 失 | 差  | 点 |
| -------- | ---------------------------- | ---- | -- | -- | -- | -- | -- | -- | --- | -- |
| 2007-08  | アイリッシュ・プレミアリーグ | 15位 | 30 | 6  | 5  | 19 | 26 | 57 | -31 | 23 |
| 2008-09  | IFAチャンピオンシップ        | 13位 | 32 | 9  | 3  | 20 | 46 | 72 | -26 | 30 |
| 2009-10  | IFAチャンピオンシップ1       | 03位 | 26 | 18 | 3  | 5  | 56 | 29 | +27 | 57 |
| 2010-11  | IFAチャンピオンシップ1       | 02位 | 26 | 15 | 6  | 5  | 53 | 27 | +26 | 51 |
| 2011-12  | IFAチャンピオンシップ1       | 06位 | 26 | 12 | 2  | 12 | 48 | 43 | +5  | 38 |
| 2012-13  | IFAチャンピオンシップ1       | 12位 | 24 | 5  | 6  | 13 | 34 | 49 | -15 | 21 |
| 2013-14  | NIFLチャンピオンシップ1      | 14位 | 26 | 4  | 3  | 19 | 19 | 59 | -40 | 15 |
| 2014-15  | NIFLチャンピオンシップ2      | 03位 | 28 | 17 | 5  | 6  | 67 | 32 | +35 | 56 |